# Villa Rothschild (Königstein im Taunus)
Pour les articles homonymes, voir Rothschild.

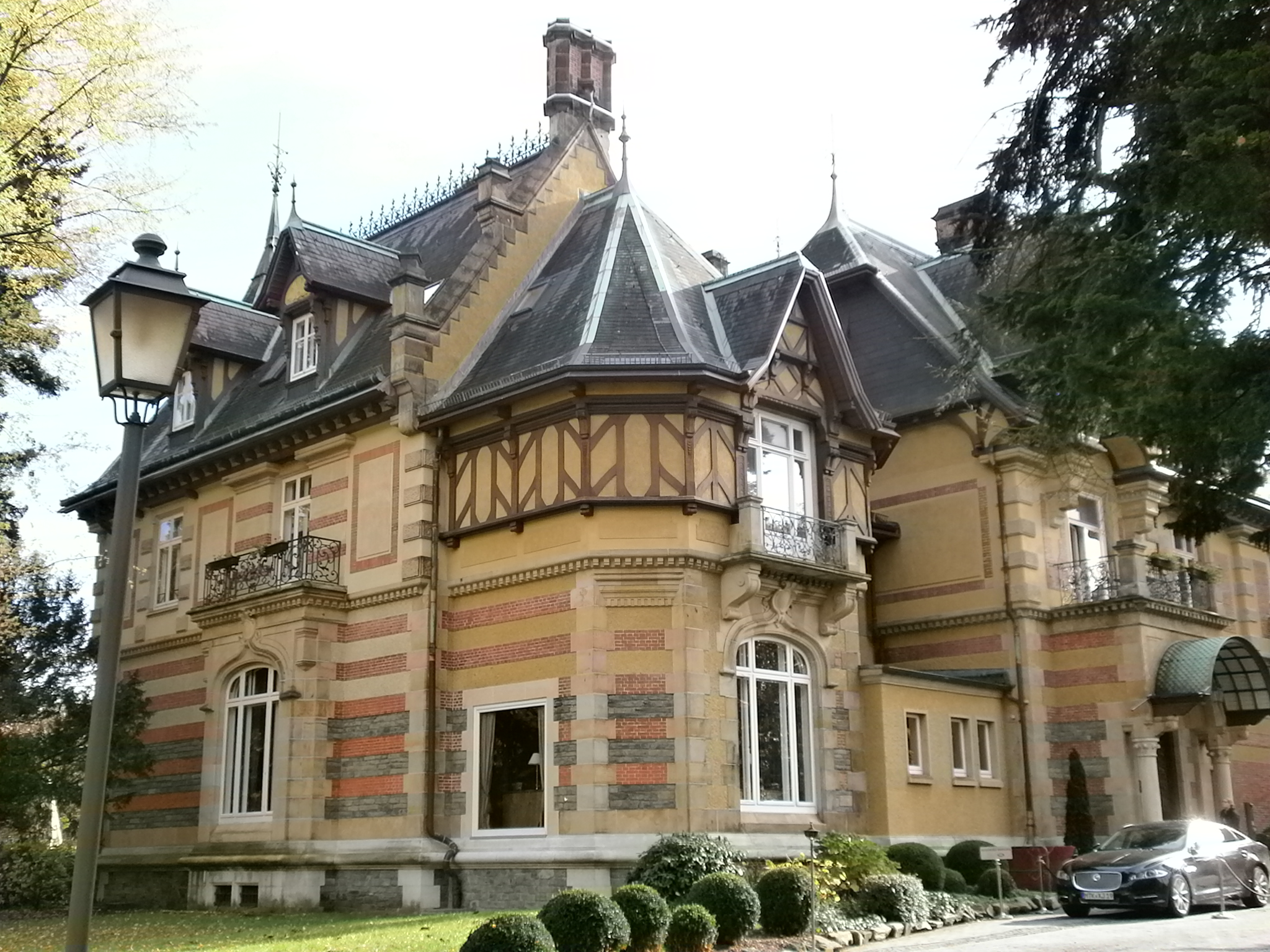
Villa Rothschild Kempinski

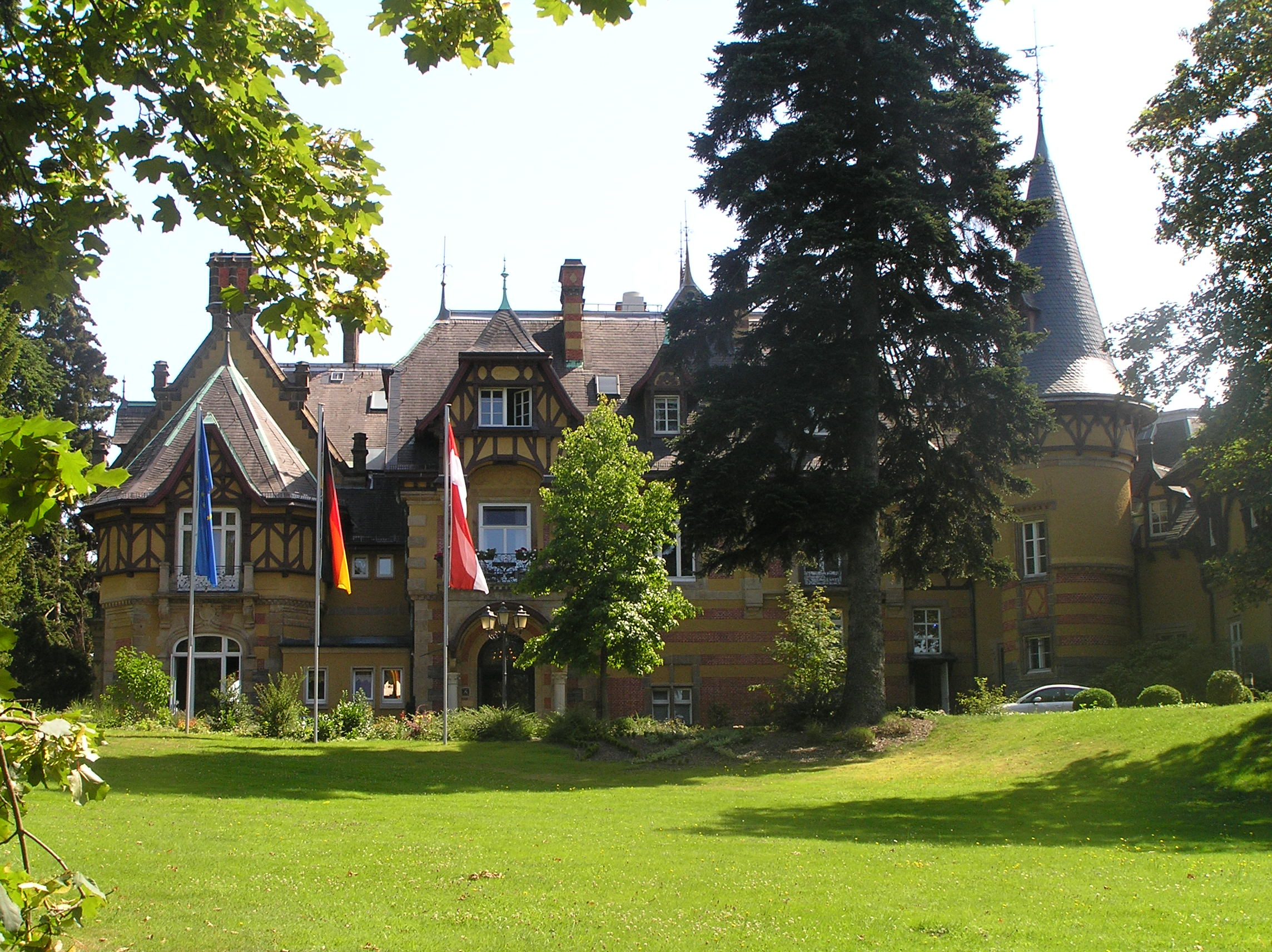
Villa Rothschild, vue frontale

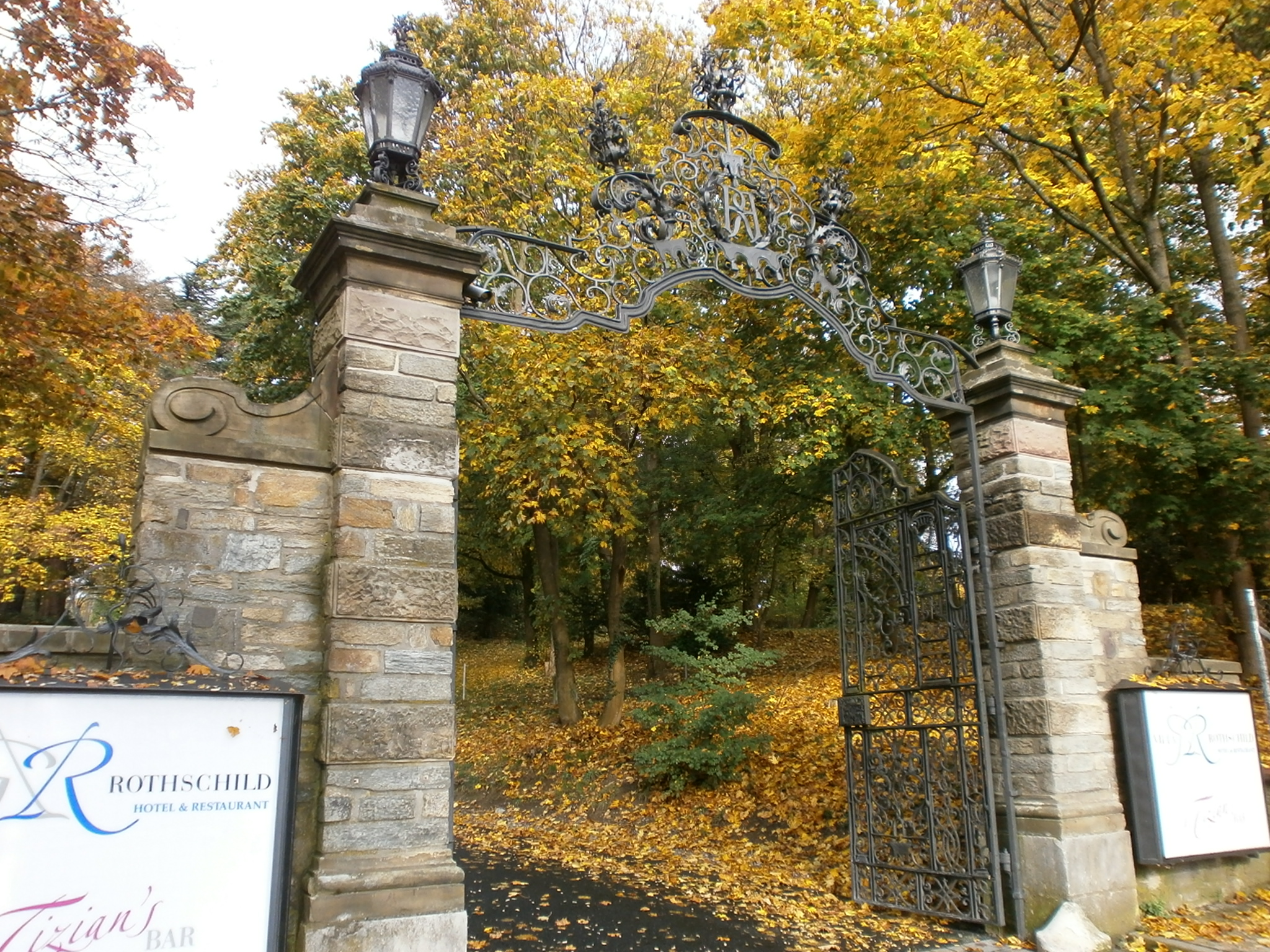
Portail de la Villa Rothschild

La villa Rothschild, située à Königstein im Taunus, était avant la Seconde Guerre mondiale une villa de vacances et de cure pour la famille Rothschild. En 1948-1949 elle est utilisée comme lieu de réunion du Conseil parlementaire (Parlamentarischer Rat). Actuellement la villa a été transformée en hôtel de luxe.

## Avant la Seconde Guerre mondiale
En 1887 les Rothschild font appel au Français Amand Louis Bauqué et à l'Italien Emilio Pio pour dessiner les plans de leur future villa à Königstein, dans un style campagnard britannique, avec colombages, tours et larges baies vitrées. Une maquette de la villa est présentée en janvier 1888 au Palais Rothschild à Francfort. Le 12 avril 1888, le conseil municipal de Königstein délibère sur le projet de construction et donne son approbation. Les travaux de construction débutent la même année.
La nouvelle résidence d'été du banquier Wilhelm Carl von Rothschild est désormais utilisée pour recevoir les nobles et les hommes d'affaires de haut rang. Son inauguration est un évènement social de première grandeur auquel participent la reine Victoria et le prince de Galles, futur Édouard VII.
Après la mort de Wilhelm Carl von Rothschild en 1901 et de son épouse Mathilde en 1924, le manoir devient la propriété de leur petit-fils Rudolf Goldschmidt-Rothschild jusqu'en 1938.
En 1938, la famille fuit les nazis et les persécutions antisémites et trouve refuge en Suisse. Auparavant, les Goldschmidt-Rothschild sont contraints de céder leur maison au constructeur automobile Georg von Opel (1912–1971), petit-fils d'Adam Opel. Lors de la nuit de Cristal, du 9 au 10 novembre 1938, alors que la synagogue de Königstein est incendiée et que de nombreuses demeures appartenant à des Juifs sont pillées et saccagées, la villa Rothschild est sur instruction du bourgmestre Müllenbach encerclée par le Reichsarbeitsdienst et protégée de la destruction. La maison doit d'après les plans de Müllenbach servir de maison de cure.
La villa est confisquée par l'administration des finances du Reich et revendue en 1939 à deux groupes bancaires nazifiés. La villa ne sera pas détruite et ne subira aucun dommage pendant la Seconde Guerre mondiale.

## Utilisation par le Conseil parlementaire
Après la Seconde Guerre mondiale, la villa est reprise par le Land de Hesse. Elle va être utilisée de 1948 à 1949 comme maison de congrès pour le Conseil parlementaire (Parlamentarischer Rat), le conseil économique de la Bizone et le ministre-président de l'Allemagne de l'Ouest. À l'époque, la villa est surnommée la Maison des Länder et est considérée comme le berceau de la constitution de la République fédérale allemande. L'Union chrétienne-démocrate d'Allemagne (CDU) et l'Union chrétienne-sociale en Bavière (CSU) ont discuté dans cette villa sur leur travail en commun en tant que groupe parlementaire au Bundestag allemand.
La propriété est ensuite restituée à son propriétaire légitime, les Goldschmidt-Rothschild.

## La villa comme hôtel de luxe
En 1955, la ville de Königstein im Taunus achète la villa à la famille Rothschild et la transforme en un hôtel de luxe qui fonctionnera sous le nom de Hotel Sonnenhof de 1956 à 2005.
Après deux années de profondes rénovations, l'hôtel rouvre en 2007 sous le nom de Villa Rothschild Hotel & Restaurant, avec 22 chambres, un bar et un restaurant gastronomique. L'hôtel repris par Kempinski, fait partie de la chaîne d'hôtels de luxe The Leading Hotels of the World et se nomme désormais: Villa Rothschild-Kempinski.

## Le parc

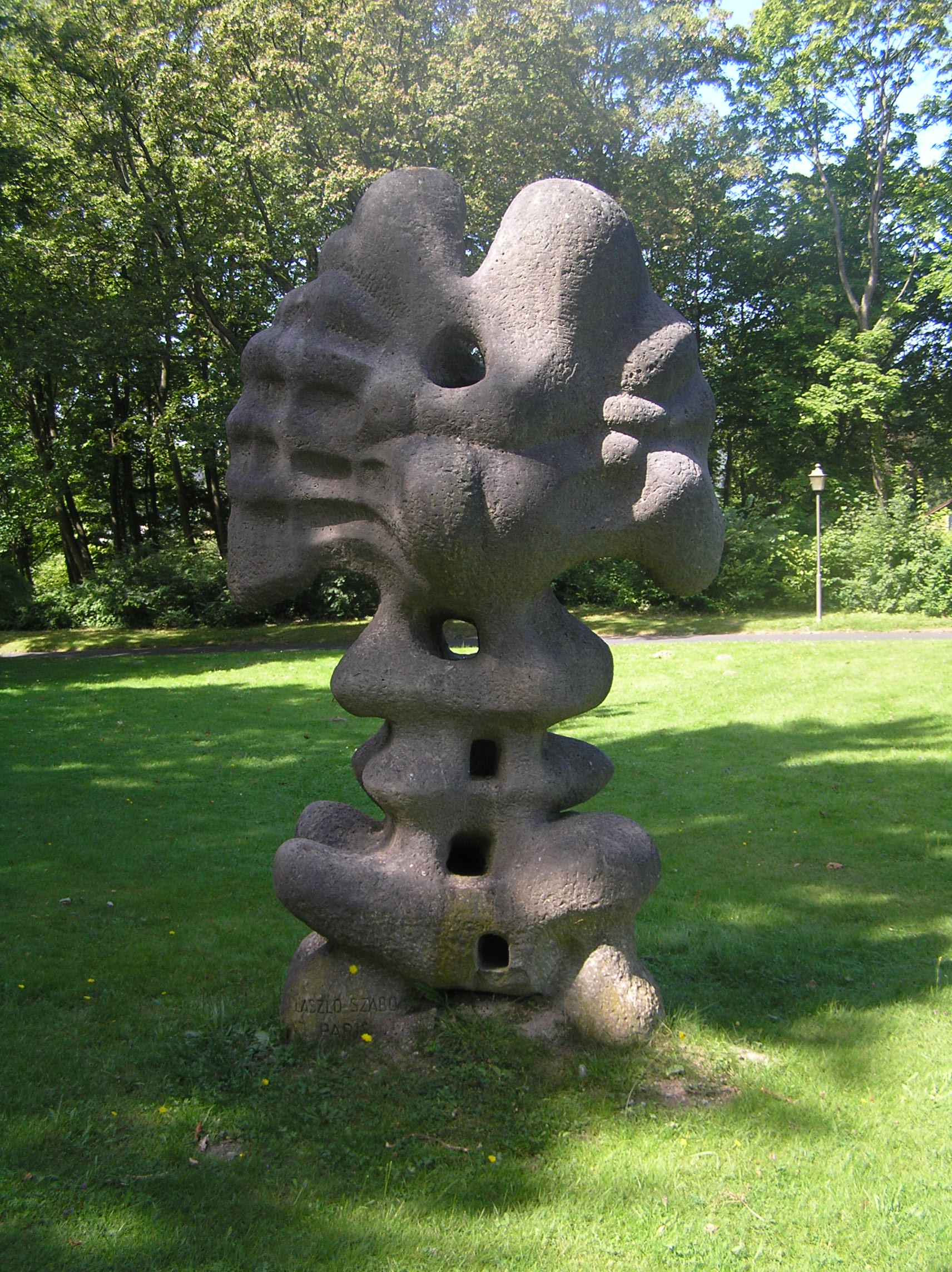
László Szabó: Vie rayonnante

Autour de la villa se trouve un parc de 10,4 hectares. La famille Rothschild a acquis au cours des années de vastes terres autour de la villa, afin d'avoir une vue imprenable sur le château de Königstein, mais aussi sur la ville de Francfort.
Le parc est aménagé avec de vieux arbres, un cours d'eau artificiel et des espaces ouverts.
En 1975, l'œuvre Vie rayonnante du sculpteur franco-hongrois László Szabó est érigée dans le parc.

## Littérature
- (de) Cet article est partiellement ou en totalité issu de l’article de Wikipédia en allemand intitulé « Villa Rothschild » (voir la liste des auteurs).
- (de) :Rainer Kowald: Villa Rothschild; in: Jahrbuch Hochtaunus 2008; pages 226 à 229;   (ISBN 978-3797310491)
- (de):  Heinz Sturm-Godramstein: Königstein im Taunus in alten Ansichten; 1978.
- (de):  Heinz Sturm-Godramstein: Juden in Königstein. Leben, Bedeutung, Schicksale; 1983;  (ISBN 978-3980079303)
- (de):  Heinz Sturm-Godramstein: Königstein im Taunus und seine Stadtteile. In alter Zeit; 1990;  (ISBN 978-3892644231)
- (de):  Beate Großmann-Hofmann et Hans-Curt Köster: Königstein im Taunus: Geschichte und Kunst; éditeur:  Verlag Langewiesche; Königstein; 2010; pages 46 à 50;  (ISBN 978-3784507781)
- (de):  Beate Großmann-Hofmann: Gartenkunst in Königstein; in: Jahrbuch des Hochtaunuskreises 2005; pages 91 à 93;  (ISBN 978-3-7973-0914-3)